# Martin (Tennessee)
Martin ist eine City in Weakly County, Tennessee, Vereinigte Staaten. In Martin liegt die University of Tennessee at Martin. Das U.S. Census Bureau ermittelte bei der Volkszählung 2020 eine Einwohnerzahl von 10.825.

## Geographie
Martin liegt im Westen des Weakly County in Tennessee. Sie besteht zu 32,1 km² aus Landesmasse und zu 0,1 km² aus Wasser.

## Geschichte

### Der Weg zur Gründung
Martin ist nach Captain William Martin benannt. William Martin wurde 1806 in Halifax County, Virginia geboren. Er heiratete Sarah Glass am 30. September 1828. Zusammen zogen sie 1832 nach Weakley County, wo sie nach eigenen Angaben nur acht Pferde, etwa fünf oder sechs Sklaven und zweitausend Dollar in bar besaßen. Zunächst ließen sie sich sechs Meilen nordöstlich von Dresden, Tennessee, nieder. Dort blieben sie bis 1838. Martin pflanzte 1831 als erstes Tabakpflanzen in Weakley County.
Bis 1838 hatte er fünfhundert Morgen Land sowie Eineinhalb Meilen vom heutigen Geschäftsviertel der Stadt Martin gekauft. Laut anderen Quellen war die gesamte Fläche mit Ausnahme von ca. 20 Hektar von einem riesigen Urwald bedeckt. Captain Martin begann sich ab 1840 für den Bau einer Eisenbahnstrecke zu engagieren. Das Geld dafür verdiente er dadurch, dass er seinen Tabak nach New Orleans verschiffen ließ. Er war zwischen 1840 und 1850 sowohl lokal als auch landesweit wirtschaftlich und politisch hoch angesehen. Im Jahr 1852 setzte sich Martin dafür ein, dass die Hickman and Obion Railroad ihre geplante Bahnstrecke von Union City nach Hickman entsprechend verlängert. Um den Ausbau der Eisenbahnstrecke zu sichern, investierte er 5000 Dollar, jedoch reichte sein Privateigentum für den Bahnbau nicht aus. Daraufhin wurden die wenigen Bürger der Region aufgefordert wurden, eine Steuer für die notwendigen Mittel zu entrichten.
Jedoch genehmigte der Oberste Gerichtshof von Tennessee erst 1857 die Erweiterung der Bahnstrecke durch Weakley County. Die Strecke wurde kurz nach Beginn des Bürgerkrieges 1861 fertiggestellt.
Captain Martin starb jedoch bereits 1859, sodass er nie seine Vision einer vollendeten Eisenbahn durch seine Wahlheimat sah. Durch sein Testament hinterließ seinen fünf überlebenden Kindern etwa 2500 Hektar Land. Im Jahr 1872 starteten die Söhne von Martin eine Kampagne, um die Mississippi Central Railroad dazu zu bringen, ihre geplante Eisenbahnstrecke durch diese 2500 Hektar, auf denen das heutige Martin liegt, zu verlegen. Die Mississippi Central Railroad kaufte den Söhnen das entsprechende Land für fünf Dollar ab. Die Kreuzung der Nashville and Northwestern Railroad (früher Hickman and Obion) und der Mississippi Central Railroad wurde dann bei Martin errichtet.

### Gründung
Die Stadt wurde 1873 posthum zu Ehren von Captain William Martin und seinem Einsatz für die Region nach ihm benannt. Auch dafür setzten sich seine Söhne ein. Ursprünglich sollte sie Frost Depot heißen. Der Name wurde jedoch als unpassend für die Werbung potentieller Siedler angesehen.
Der County Clerk billigte einen Wahlbeschluss, der eine Abstimmung am 27. November 1874 vorsah. Eine Mehrheit der 36 Einwohner, die auf dem vorgeschlagenen Land lebten, stimmte für die Gründung der Stadt und die Ernennung von John L. Smith als ersten Bürgermeister. Am 22. Januar 1875 rief das County Chancery Court zu einer Wahl am 5. Februar auf, um einen Bürgermeister, sechs Ratsmitglieder sowie einen Polizisten zu wählen. B. F. Crawford wurde zum ersten gewählten Bürgermeister von Martin.
Innerhalb von zwei Jahren wuchs Martin auf eine Bevölkerung von ca. 500 Einwohnern heran. In der Stadt gab es sechs Trockenwarengeschäfte, vier Lebensmittelgeschäfte, zwei Drogerien, ein Möbelgeschäft, drei Saloons, einen Modegeschäft, einen Uhrmacher, zwei Marmorhöfe, eine Leichenhalle, zwei Schmiede, einen Schuh- und Stiefelladen, ein Laden für Sattel- und Zaumzeug, ein Hotel, einen Stall, ein Schrot- und Sägewerk und ein Baumwollgeschäft. Die Bevölkerung wuchs bis zum Ausbruch der Gelbfieberepidemie 1878 weiter. Über 400 Krankheitsfälle wurden gemeldet und es gab bereits 52 Todesopfer vor dem Ende des Sommers.
Im Jahr 1900 wurde in Martin die University of Tennessee at Martin (UTM) gegründet.

### 20. Jahrhundert
Das Dienstleistungsgeschäft der Eisenbahnindustrie brachte der wachsenden Stadt in der ersten Hälfte des 20. Jahrhunderts Wohlstand. Mit dem Wohlstand der Stadt kam eine wachsende Bevölkerung einher. Um 1920 erreichte die Bevölkerung von Martin über 3.300 Einwohner. Im Frühjahr 1927 erwarb die Universität von Tennessee das Hall-Moody-Institut und startete ein staatlich gefördertes Junior-College, welches heute ein Teil der Universität von Tennessee in Martin ist.
Während der Weltwirtschaftskrise und der Vorkriegszeit wuchs die Bevölkerung stetig. Im Jahr 1937 wurde Martin ein Zufluchtsort für Flutopfer. Von 1942 bis 1944 diente es als Ausbildungszentrum für Armee- und Naval-Aviation-Kadetten. Im Jahr 1970 bezeichnete das esquire Magazin Martin als eine der glücklichsten Städte in den Vereinigten Staaten. Seitdem haben die Menschen in der Region Martin der Stadt den Spitznamen „Happy Town“ gegeben. Im Jahr 1990 war Martin mit einer Bevölkerung von über 8.600 die größte Stadt in Weakley County.

## Wirtschaft und Verkehr

### Wirtschaft
Das Durchschnittseinkommen für einen Haushalt in der Stadt beträgt 26.493 US-Dollar im Jahr, und das Durchschnittseinkommen für eine Familie beträgt 38.648 US-Dollar im Jahr. Männer haben ein Einkommen von 29.836 US$, während Frauen nur 22.219 US$ einnehmen. Das Pro-Kopf-Einkommen für die Stadt beträgt 15.184 US$. Damit leben ca. 16 % der Familien und 27 % der Bevölkerung, einschließlich 28 % der unter 18-Jährigen und 17 % der über 65-Jährigen, unter der Armutsgrenze.

### Verkehr
In Martin besteht Anschluss an vier Hauptverkehrsstraßen und Autobahnen:
- U.S. Highway 45
- State Route 22
- State Route 43
- State Route 431

## Bildung, Kultur und Sehenswürdigkeiten
In Martin gibt es vier öffentliche Schulen, eine Universität sowie eine Privatschule. Zudem gibt es die C. E. Weldon Public Library, welche eine öffentliche Bibliothek ist.
In Martin findet seit 1993 jährlich das Tennessee Soybean Festival statt. Außerdem gibt es ein Volunteer Community Hospital, in dem sich ehrenamtlich um die Kranken der Bevölkerung gekümmert wird.
Sehenswürdigkeiten sind zum einen die University of Tennessee at Martin mit ihren University of Tennessee Botanical Gardens, die Westview High School sowie der Chenoa Wasserfall.

## Bekannte Personen
- Hayden White (1928–2018), Historiker und Literaturwissenschaftler
- Pat Summitt (1952–2016), UTM-Absolventin, Basketballspielerin und -trainerin
- Jerry Reese (* 1963), UTM-Absolvent, General Manager der New York Giants
- Van Jones (* 1968), UTM-Absolvent, politischer Aktivist, Kommentator und Autor
- Chad Clifton (* 1976), NFL-Spieler für die Green Bay Packers
- Justin Harrell (* 1984), NFL-Spieler für die Green Bay Packers
- Lester Hudson (* 1984), UTM-Absolvent, NBA-Spieler für Boston Celtics & Washington Wizards